# Чернушка меоланс
Чернушка меоланс (лат. Erebia meolans) — дневная бабочка из рода Erebia в составе семейства бархатниц.
Для Восточной Европы вид указывается под вопросом по сведениям из литературных источников, где он приводился под названием stygne (сейчас рассматривается как подвид) для Украинского Закарпатья (район Мармарош). Также для Украины приводился для села Большая Уголька Тячевского района в восточной части Закарпатской области (собрание сотрудников Карпатского заповедника, 1983). В обоих случаях фактический материал, если он и существуют, в настоящее время — неизвестен, очень вероятна ошибка в определении.
В Западной и Центральной Европе является редким и локальным видом, встречающимся в Альпах. Бабочки встречаются на поросших злаками высокогорных откосах, расположенных среди редколесья и каменистых «полок» на скалах. Время лёта бабочек — с июля по август. Кормовые растения гусениц — различные злаки: Agrostis commun, Deschampsia flexuosa, Nardus stricta и Festuca ovina.